# Aussonce
Aussonce es una comuna francesa situada en el departamento de Ardenas, en la región de Gran Este.

## Demografía
| 209 | 195 | 145 | 136 | 138 | 157 | 217 |
| Para los censos de 1962 a 1999 la población legal corresponde a la población sin duplicidades (Fuente: INSEE [Consultar]) |     |     |     |     |     |     |